# 普拉达莱斯
普拉达莱斯，是西班牙卡斯蒂利亚-莱昂塞戈维亚省的一个市镇。 总面积26平方公里，总人口69人（2001年），人口密度3人/平方公里。